# 宮本雄二
宮本 雄二（みやもと ゆうじ、1946年〈昭和21年〉7月3日 - ）は、日本の外交官。宮本アジア研究所代表、外務省顧問、日本日中関係学会会長、一般社団法人外国語通訳検定協会 (FLICA) 理事、財団法人日本漢字能力検定協会理事、日本凸版印刷株式会社顧問、公益財団法人日中友好会館会長。
外務大臣秘書官、外務省軍備管理・科学審議官等を経て、在中華人民共和国特命全権大使などを歴任。

## 略歴
福岡県太宰府市生まれ。福岡県立修猷館高等学校を経て、大学在学中の1968年に外務公務員採用上級試験合格に合格。1969年、京都大学法学部卒業、外務省入省。同期には、谷内正太郎、田中均、今井正（財団法人交流協会台北事務所長、国際情報局長）、飯村豊、重家俊範、堀村隆彦（駐ブラジル大使、中南米局長）、藤崎一郎（駐米大使、外務審議官、北米局長）など。
1978年国際連合日本政府代表部一等書記官、1981年在中華人民共和国日本大使館一等書記官、1983年外務省欧亜局ソヴィエト連邦課首席事務官、1985年外務省国際連合局軍縮課長、1987年外務大臣官房外務大臣秘書官、1989年外務省情報調査局企画課長、1990年外務省アジア局中国課長、1991年イギリス国際戦略研究所研究員、1992年外務省研修所副所長、1994年アトランタ総領事。1997年から在中華人民共和国日本大使館特命全権公使を杉本信行とともに務めた。
2001年軍備管理・科学審議官組織軍備管理・科学審議官（大使）、2002年駐ミャンマー特命全権大使、2004年沖縄担当大使。2006年から駐中特命全権大使。前任の阿南惟茂大使同様、いわゆるチャイナ・スクール出身とされ、北京駐在も3回を数える。
中国の国営通信社である新華社の前外事局長の虞家復が国家機密漏洩罪で逮捕され、宮本雄二から大使就任後に現金約300万円を直接手渡されたとの証言をしたと報道された。日本大使館では「裁判についてはコメントしようがない」とコメントした。
2010年退官し、同年10月、日本日中関係学会会長。2010年12月、外務省顧問。
2012年5月、公益財団法人日中友好会館副会長。
2020年11月、瑞宝重光章受章。
2021年4月27日、朝日新聞デジタル上で、中国による新疆ウイグル自治区での人権問題への制裁は「効果はほぼないだろう。中国とは話し合いを」と持論を展開した。
2024年6月、公益財団法人日中友好会館会長。

## 同期
- 遠藤乙彦（財務副大臣、公明党衆議院議員）
- 野坂康夫（鳥取県米子市長、文部省審議官）
- 谷内正太郎（外務事務次官）
- 田中均（東京大学公共政策院客員教授、外務審議官政務担当）
- 高須幸雄（国連大使、国際社会協力部長）
- 藤崎一郎（駐米大使、外務審議官）
- 重家俊範（駐韓大使、中東アフリカ局長）
- 小町恭士（駐タイ大使、駐オランダ大使、官房長、欧州局長）
- 飯村豊（駐仏大使、経済協力局長）
- 堀村隆彦（自治体国際化協会常務理事、駐ブラジル大使、中南米局長）
- 今井正（沖縄大使、駐マレーシア大使、国際情報局長）
- 高橋恒一（三井住友海上火災保険顧問、元外務省研修所長、駐チェコ大使、法務省審議官、国際社会協力部長）
- 林梓（駐ベルギー大使、文化交流部長、岩手県警察本部長）
- 天木直人（評論家、駐レバノン大使、内閣審議官）
- 辻本甫（中日本高速道路顧問、駐アラブ首長国連邦大使、衆議院外務調査室長）
- 松井靖夫（科学技術協力担当大使、駐コスタリカ大使、国際協力事業団理事、内閣審議官）

## 著書

### 単著
- 『これから、中国とどう付き合うか』日本経済新聞出版社 2011
- 『激変　ミャンマーを読み解く』東京書籍 2012
- 『習近平の中国』新潮新書 2015
- 『強硬外交を反省する中国』PHP新書 2017
- 『日中の失敗の本質』中公新書ラクレ 2019
- 『2035年の中国　習近平路線は生き残るか』新潮新書 2023

### 監修
- 『若者が考える「日中の未来」Vol①　日中間の多面的な相互理解を求めて』（日本僑報社, 2015年）
- 『若者が考える「日中の未来」Vol②　日中経済交流の次世代構想』（日本僑報社, 2016年）
- 『若者が考える「日中の未来」Vol③　日中外交関係の改善における環境協力の役割』（日本僑報社, 2017年）
- 『若者が考える「日中の未来」Vol④　日中経済とシェアリングエコノミー』（日本僑報社, 2018年）